# Iríni (métro d'Athènes)
Iríni ou Eiríni (grec moderne : Ειρήνη) est une parmi les trois stations de la ligne 1 (ligne verte) du métro d'Athènes situées dans la municipalité de Maroússi (grec moderne : Μαρούσι).

## Histoire
Située en surface au point kilométrique 20+846, la station a été construite 25 années après l'achèvement de la ligne 1 dans sa totalité. Elle a été inaugurée le 3 septembre 1982. La station doit sa construction à son emplacement à côté du complexe olympique d'Athènes avec lequel elle est directement reliée. De ce fait il a été trop utilisée pendant les Jeux olympiques d'Athènes.
La station comporte 3 voies et 3 quais dont les deux centraux. Depuis sa mise en service et la construction du second quai à la station terminus de Kifissiá en 2000 un train sur deux sur la ligne avait terminus la station d'Irini. Ainsi la voie centrale encadrée par les deux quais centraux était utilisée pour accueillir ces trains locaux, tandis que les voies extérieures étaient utilisées par les trains en provenance ou à destination de Kifissiá.
Après 2000 les trains locaux en provenance de Távros ayant terminus cette station, circulaient seulement aux heures de pointe du lundi au vendredi.

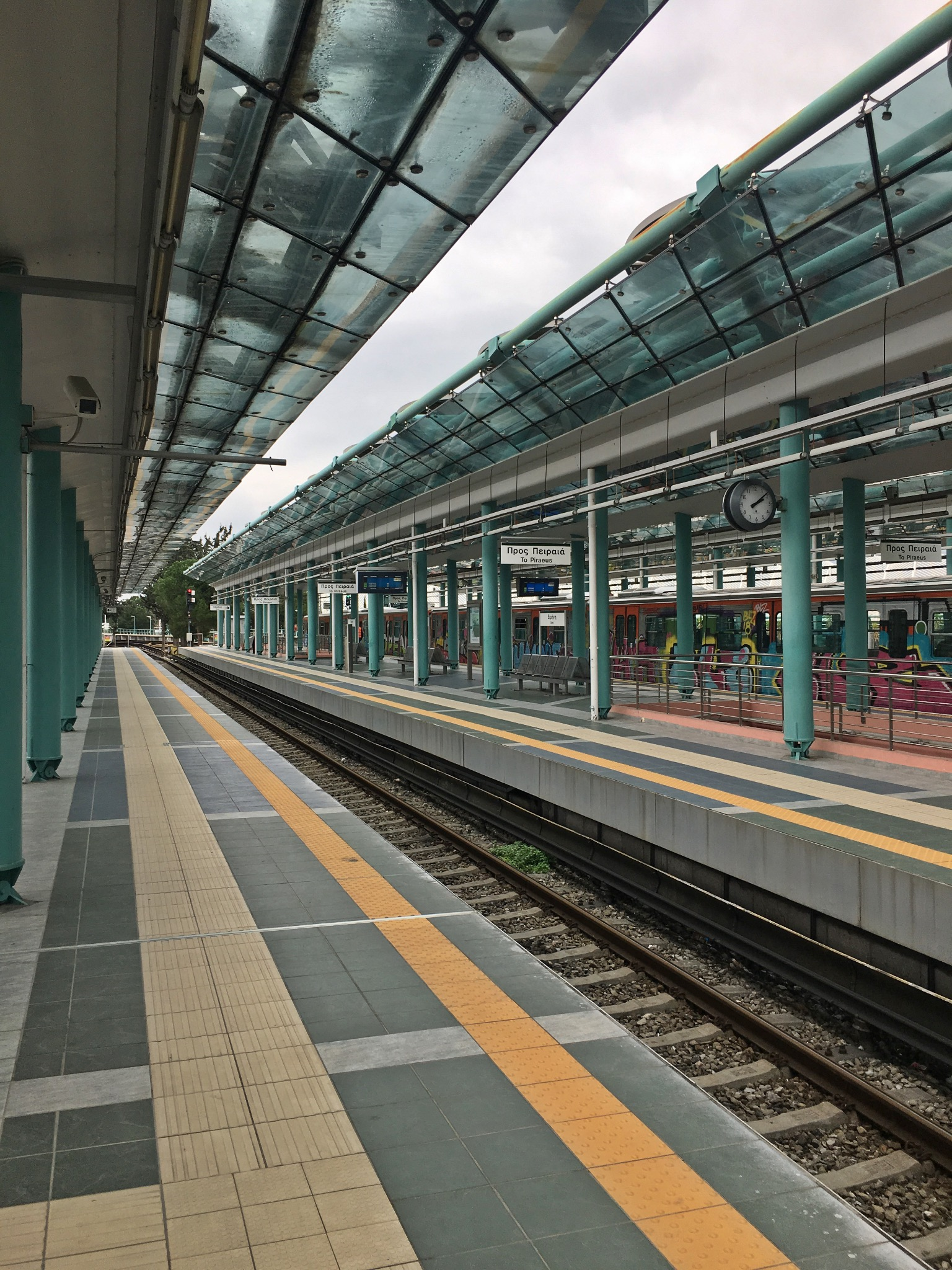

La station est réhabilitée pour les Jeux olympiques d'Athènes et a rouvert le 20 juillet 2004. Elle possède en direction de Kifissiá un petit garage de trois voies pouvant accueillir neuf rames, plus d'une voie en impasse pouvant accueillir une rame courte de cinq voitures. Le PCC de la ligne 1 est abrité entre la station et son garage.
Depuis 2009 les trains locaux sont supprimés, les convois vers Kifissiá entrent en voie centrale, la voie extérieure n'est pas régulièrement utilisée excepté en soirée où quelques trains en provenance du Pirée sortant du service avant de se diriger vers le garage de la station, s'arrêtent dans cette voie afin de ne pas empêcher la circulation.

## Intermodalité
La station est desservie par des express (lignes X40 et X41) et par des bus de nuit de la ligne 500.